# Hüvelyesek
A  hüvelyesek (Fabales) a valódi kétszikűek egy rendje. Az APG több családdal, illetve renddel bővítette a hagyományosan a Rosidae alosztályba sorolt rendet. Az így kiegészült klád adja a valódi kétszikűek fajainak majd' tíz százalékát; fejlődésük mintegy 94–89 millió éve különült el. Legjellegzetesebb családjuk a pillangósvirágúaké (Fabaceae).
A rend monofiletikusságát az rbcL-szekvenciák vizsgálata erősen támogatja; egyéb szünapomorfiák az edények és az embrió tulajdonságaiban találhatók.
Közös jellegzetességük az egyetlen termőlevélből fejlődő és két kopáccsal nyíló hüvelytermés, ám ennek alakja igen változatos lehet. Magvaik nem az endospermiumban, hanem szikleveleikben raktároznak sok tartalék tápanyagot (zsírt, szénhidrátokat, fehérjéket). A maghéj gyakran nagyon kemény, vízzáró, ezért a magvak sokáig életképesek.
Gyökereiken gyakran ún. rhizobiumokat (szimbionta nitrogénmegkötő baktériumokat) találunk.
A növények levelei pálhásak, általában párosan vagy páratlanul összetettek, gyakori a levélmódosulat (levélkacs, levéltövis stb.).
Virágaik aktinomorfból a levezetettebb taxonok felé haladva fokozatosan zigomorffá alakulnak. Porzószálaik szabadon állnak vagy egy-két falkába nőttek össze. Virágaikat többnyire rovarok porozzák be, egyes fajaikat madarak, másokat pedig denevérek.
Mintegy 13 000 fajuk közül sok a kultúrnövény – étkezési, takarmány- és ipari növények egyaránt. A rhizobiumoknak köszönhetően a legtöbb vetésforgó lényegi elemei. A hüvelyeseké a növények gazdaságilag (a perjevirágúak után) második legjelentősebb csoportja.
A Földön mindenfelé megtaláljuk őket a trópusoktól a sarkvidékekig, az örökzöld esőerdőktől a sztyeppekig és a sivatagokig – életformájuk ennek megfelelően fölöttébb változatos. Számos fajuk toxikus hatású fehérjéket, ún. lektineket is tartalmaz.

## Rendszerezésük
A hüvelyesek rendje régóta a rózsavirágúak rendjével közeli rokon rendként van meghatározva, a Polygalaceae (Cronquist rendszerében Polygalales rend a Rosidae alosztályban), a Surianaceae és a Quillajaceae (Tahtadzsjánnál a Rosales rendben) családok szintén. 

### APG II
Az APG II rendszerezés a rendet a valódi kétszikűek eurosid I kládjában helyezi el a következő családokkal:
- Polygalaceae (ide sorolva a Xanthophyllaceae család nemzetségeit is)
- Surianaceae (syn. Stylobasiaceae)
- Quillajaceae
- Pillangósvirágúak (Fabaceae v. Leguminosae)

A Fabaceae család valójában a Cronquist által Fabales-ként meghatározott renddel azonos.

### Cronquist
A Cronquist-rendszer a következő családokat sorolja ide:
- Hüvelyesek (Fabaceae avagy Leguminosae)
- Lepényfafélék (Caesalpiniaceae)
- Mimózafélék (Mimosaceae)
- Pillangósvirágúak (Papilionaceae)

A rendet az APG II Fabaceae családként definiálja, a benne lévő családokat pedig alcsaládokként.

### Soó és Tahtadzsjan
Soó Rezső rendszerében a Rosidae alosztályba sorolja a Fabales rendet a Mimosaceae, Caesalpiniaceae és Papilionaceae családokkal, Tahtadzsjánhoz hasonlóan, aki csak a Fabaceae családot sorolja a rendbe.